# فرانسيس هنتر
فرانسيس هنتر (بالإنجليزية: Francis Hunter)‏ مواليد 28 يونيو 1894 في نيويورك - الوفاة 2 ديسمبر 1981 في فلوريدا، الولايات المتحدة، كان لاعب كرة مضرب أمريكي بدأ مسيرته كمحترف سنة 1931 وكان يلعب باليد اليمنى، اعتزل اللعب في 1944. كما أنه أحد أبطال الجراند سلام. أعلى تصنيف له في الفردي كان المركز الـ 4 في سنة 1929. سبق أن شارك في دورة الألعاب الأولمبية الصيفية.

## بطولات حققها
- بطولة ويمبلدون

## النهائيات

### الفردي: الوصافة 3
| النتيجة | السنة | البطولة                     | الأرضية | المنافس     | النتيجة                 |  |
| ------- | ----- | --------------------------- | ------- | ----------- | ----------------------- |  |
| الوصافة | 1923  | ويمبلدون                    | عشبية   | بيل جونستون | 0–6, 3–6, 1–6           |  |
| الوصافة | 1928  | بطولة أمريكا المفتوحة للتنس | عشبية   | هنري كوشيه  | 6–4, 4–6, 6–3, 5–7, 3–6 |  |
| الوصافة | 1929  | بطولة أمريكا المفتوحة للتنس | عشبية   | بيل تيلدن   | 6–3, 3–6, 6–4, 2–6, 4–6 |  |

### الزوجي: الألقاب 3
| النتيجة | السنة | البطولة                     | الأرضية | الشريك         | المنافس                         | النتيجة                  |  |
| ------- | ----- | --------------------------- | ------- | -------------- | ------------------------------- | ------------------------ |  |
| الفوز   | 1924  | ويمبلدون                    | عشبية   | فنسنت ريتشاردز | واتسون واشبورن آر نوريس ويليامز | 6−3, 3−6, 8−10, 8−6, 6−3 |  |
| الفوز   | 1927  | ويمبلدون                    | عشبية   | بيل تيلدن      | جاك برونون هنري كوشيه           | 1–6, 4–6, 8–6, 6–3, 6–4  |  |
| الفوز   | 1927  | بطولة أمريكا المفتوحة للتنس | عشبية   | بيل تيلدن      | آر نوريس ويليامز بيل جونستون    | 10–8, 6–3, 6–3           |  |

## الميداليات
| الميدالية | المسابقة                       |
| --------- | ------------------------------ |
| ذهبية     | الألعاب الأولمبية الصيفية 1924 |

## روابط خارجية
- فرانسيس هنتر على موقع EliteProspects.com (الإنجليزية)
- فرانسيس هنتر على موقع رابطة محترفي التنس (الإنجليزية)
- فرانسيس هنتر على موقع الاتحاد الدولي لكرة المضرب (الإنجليزية)
- فرانسيس هنتر على موقع كأس ديفيز (الإنجليزية)
- فرانسيس هنتر على موقع قاعة مشاهير كرة المضرب الدولية (الإنجليزية)
- فرانسيس هنتر على موقع خلاصة التنس.كوم (الإنجليزية)
- فرانسيس هنتر على موقع اللجنة الأولمبية الدولية (الإنجليزية)
- فرانسيس هنتر على موقع أوليمبيديا (الإنجليزية)